# Liste des matchs de l'équipe de Sierra Leone de football par adversaire
Cette liste présente les matchs de l'équipe de Sierra Leone de football par adversaire rencontré.
- Haut – A
- B
- C
- D
- E
- F
- G
- H
- I
- J
- K
- L
- M
- N
- O
- P
- Q
- R
- S
- T
- U
- V
- W
- X
- Y
- Z

## A

### Afrique du Sud

#### Confrontations
Confrontations entre la Sierra Leone et l'Afrique du Sud :
|   | Date            | Lieu           | Match                         | Score | Compétition                                                      |
| - | --------------- | -------------- | ----------------------------- | ----- | ---------------------------------------------------------------- |
| 1 | 14 juin 2008    | Freetown       | Sierra Leone - Afrique du Sud | 1-0   | Éliminatoires de la Coupe du monde 2010 (zone Afrique - 2e tour) |
| 2 | 21 juin 2008    | Atteridgeville | Afrique du Sud - Sierra Leone | 0-0   | Éliminatoires de la Coupe du monde 2010 (zone Afrique - 2e tour) |
| 3 | 10 octobre 2010 | Freetown       | Sierra Leone - Afrique du Sud | 0-0   | Qualifications à la Coupe d'Afrique des nations 2012 (gr. G)     |
| 4 | 8 octobre 2011  | Port Elizabeth | Afrique du Sud - Sierra Leone | 0-0   | Qualifications à la Coupe d'Afrique des nations 2012 (gr. G)     |

#### Bilan
Au 22 avril 2019 :
- Total de matchs disputés : 4
- Victoires de la Sierra Leone : 1
- Matchs nuls : 3
- Victoires de l'Afrique du Sud : 0
- Total de buts marqués par la Sierra Leone : 1
- Total de buts marqués par l'Afrique du Sud : 0

### Algérie

#### Confrontations
Confrontations entre la Sierra Leone et l'Algérie :
|   | Date            | Lieu         | Match                  | Score | Compétition                                                            |
| - | --------------- | ------------ | ---------------------- | ----- | ---------------------------------------------------------------------- |
| 1 | 31 mai 1980     | Freetown     | Sierra Leone - Algérie | 2-2   | Tours préliminaires à la Coupe du monde 1982 (zone Afrique - 1er tour) |
| 2 | 13 juin 1980    | Oran         | Algérie - Sierra Leone | 3-1   | Tours préliminaires à la Coupe du monde 1982 (zone Afrique - 1er tour) |
| 3 | 30 août 1992    | Freetown     | Sierra Leone - Algérie | 1-0   | Qualifications à la Coupe d'Afrique des nations 1994 (gr. 3)           |
| 4 | 9 avril 1993    | Annaba       | Algérie - Sierra Leone | 3-0   | Qualifications à la Coupe d'Afrique des nations 1994 (gr. 3)           |
| 5 | 18 janvier 1996 | Bloemfontein | Algérie - Sierra Leone | 2-0   | Coupe d'Afrique des nations 1996 (gr. B)                               |

#### Bilan
Au 22 avril 2019 :
- Total de matchs disputés : 5
- Victoires de la Sierra Leone : 1
- Matchs nuls : 1
- Victoires de l'Algérie : 3
- Total de buts marqués par la Sierra Leone : 4
- Total de buts marqués par l'Algérie : 7

### Angola

#### Confrontations
Confrontations entre la Sierra Leone et l'Angola :
|   | Date            | Lieu    | Match                 | Score | Compétition  |
| - | --------------- | ------- | --------------------- | ----- | ------------ |
| 1 | 14 janvier 2012 | Cabinda | Angola - Sierra Leone | 3-1   | Match amical |

#### Bilan
Au 22 avril 2019 :
- Total de matchs disputés : 1
- Victoires de la Sierra Leone : 0
- Matchs nuls : 0
- Victoires de l'Angola : 1
- Total de buts marqués par la Sierra Leone : 1
- Total de buts marqués par l'Angola : 3

## B

### Bénin

#### Confrontations
Confrontations entre la Sierra Leone et le Bénin :
|   | Date             | Lieu       | Match                | Score | Compétition                                                  |
| - | ---------------- | ---------- | -------------------- | ----- | ------------------------------------------------------------ |
| 1 | 8 octobre 2006   | Cotonou    | Bénin - Sierra Leone | 2-0   | Qualifications à la Coupe d'Afrique des nations 2008 (gr. 9) |
| 2 | 12 octobre 2007  | Freetown   | Sierra Leone - Bénin | 0-2   | Qualifications à la Coupe d'Afrique des nations 2008 (gr. 9) |
| 3 | 25 novembre 2013 | Obuasi     | Sierra Leone - Bénin | 2-2   | Coupe des nations de l'UFOA 2013 (es) (gr. A)                |
| 4 | 17 novembre 2019 | Porto-Novo | Bénin - Sierra Leone | 1-0   | Qualifications à la Coupe d'Afrique des nations 2021 (gr. L) |
|   | 9 novembre 2020  |            | Sierra Leone - Bénin |       | Qualifications à la Coupe d'Afrique des nations 2021 (gr. L) |

#### Bilan
Au 22 novembre 2019 :
- Total de matchs disputés : 4
- Victoires de la Sierra Leone : 0
- Matchs nuls : 1
- Victoires du Bénin : 3
- Total de buts marqués par la Sierra Leone : 2
- Total de buts marqués par le Bénin : 7

### Burkina Faso

#### Confrontations
Confrontations entre la Sierra Leone et le Burkina Faso :
|   | Date            | Lieu         | Match                       | Score | Compétition                              |
| - | --------------- | ------------ | --------------------------- | ----- | ---------------------------------------- |
| 1 | 15 janvier 1996 | Bloemfontein | Burkina Faso - Sierra Leone | 1-2   | Coupe d'Afrique des nations 1996 (gr. B) |

#### Bilan
Au 22 avril 2019 :
- Total de matchs disputés : 1
- Victoires de la Sierra Leone : 1
- Matchs nuls : 0
- Victoires du Burkina Faso : 0
- Total de buts marqués par la Sierra Leone : 2
- Total de buts marqués par le Burkina Faso : 1

### Burundi

#### Confrontations
Confrontations entre la Sierra Leone et le Burundi :
|   | Date         | Lieu      | Match                  | Score | Compétition                                                            |
| - | ------------ | --------- | ---------------------- | ----- | ---------------------------------------------------------------------- |
| 1 | 2 juin 1996  | Bujumbura | Burundi - Sierra Leone | 1-0   | Tours préliminaires à la Coupe du monde 1998 (zone Afrique - 1er tour) |
| 2 | 15 juin 1996 | Freetown  | Sierra Leone - Burundi | 0-1   | Tours préliminaires à la Coupe du monde 1998 (zone Afrique - 1er tour) |

#### Bilan
Au 22 avril 2019 :
- Total de matchs disputés : 2
- Victoires de la Sierra Leone : 0
- Matchs nuls : 0
- Victoires du Burundi : 2
- Total de buts marqués par la Sierra Leone : 0
- Total de buts marqués par le Burundi : 2

## C

### Cameroun

#### Confrontations
Confrontations entre la Sierra Leone et le Cameroun :
|   | Date               | Lieu     | Match                   | Score | Compétition                                                  |
| - | ------------------ | -------- | ----------------------- | ----- | ------------------------------------------------------------ |
| 1 | 1er septembre 1990 | Freetown | Sierra Leone - Cameroun | 1-1   | Qualifications à la Coupe d'Afrique des nations 1992 (gr. 1) |
| 2 | 14 juillet 1991    | Yaoundé  | Cameroun - Sierra Leone | 1-0   | Qualifications à la Coupe d'Afrique des nations 1992 (gr. 1) |
| 3 | 11 octobre 2014    | Yaoundé  | Sierra Leone - Cameroun | 0-0   | Qualifications à la Coupe d'Afrique des nations 2015 (gr. D) |
| 4 | 15 octobre 2014    | Yaoundé  | Cameroun - Sierra Leone | 2-0   | Qualifications à la Coupe d'Afrique des nations 2015 (gr. D) |

#### Bilan
Au 22 avril 2019 :
- Total de matchs disputés : 4
- Victoires de la Sierra Leone : 0
- Matchs nuls : 2
- Victoires du Cameroun : 2
- Total de buts marqués par la Sierra Leone : 1
- Total de buts marqués par le Cameroun : 4

### Cap-Vert

#### Confrontations
Confrontations entre la Sierra Leone et le Cap-Vert :
|    | Date             | Lieu       | Match                   | Score           | Compétition                                                      |
| -- | ---------------- | ---------- | ----------------------- | --------------- | ---------------------------------------------------------------- |
| 1  | 25 juillet 1983  | Nouakchott | Sierra Leone - Cap-Vert | 1-0             | Coupe Amílcar Cabral 1983 (en) (gr. A)                           |
| 2  | 8 février 1984   | Freetown   | Sierra Leone - Cap-Vert | 2-0             | Coupe Amílcar Cabral 1984 (en) (gr. A)                           |
| 3  | 13 février 1985  | Banjul     | Sierra Leone - Cap-Vert | 2-2             | Coupe Amílcar Cabral 1985 (en) (gr. A)                           |
| 4  | 27 février 1987  | Conakry    | Sierra Leone - Cap-Vert | 2-0             | Coupe Amílcar Cabral 1987 (en) (gr. B)                           |
| 5  | 3 juin 1989      | Bamako     | Cap-Vert - Sierra Leone | 1-0             | Coupe Amílcar Cabral 1989 (en) (match pour la 3e place)          |
| 6  | 30 novembre 1991 | Dakar      | Cap-Vert - Sierra Leone | 0-0 (tab : 5-4) | Coupe Amílcar Cabral 1991 (demi-finale)                          |
| 7  | 25 novembre 1995 | Nouakchott | Sierra Leone - Cap-Vert | 2-0             | Coupe Amílcar Cabral 1995 (en) (demi-finale)                     |
| 8  | 6 mai 2000       | Praia      | Cap-Vert - Sierra Leone | 1-0             | Coupe Amílcar Cabral 2000 (gr. A)                                |
| 9  | 2 juin 2012      | Freetown   | Sierra Leone - Cap-Vert | 2-1             | Éliminatoires de la Coupe du monde 2014 : zone Afrique, groupe B |
| 10 | 15 juin 2013     | Praia      | Cap-Vert - Sierra Leone | 1-0             | Éliminatoires de la Coupe du monde 2014 : zone Afrique, groupe B |

#### Bilan
Au 22 avril 2019 :
- Total de matchs disputés : 10
- Victoires de la Sierra Leone : 5
- Matchs nuls : 2
- Victoires du Cap-Vert : 2
- Total de buts marqués par la Sierra Leone : 1
- Total de buts marqués par le Cap-Vert : 4

### Congo

#### Confrontations
Confrontations entre la Sierra Leone et le Congo :
|   | Date             | Lieu        | Match                | Score | Compétition                                                               |
| - | ---------------- | ----------- | -------------------- | ----- | ------------------------------------------------------------------------- |
| 1 | 16 octobre 1994  | Freetown    | Sierra Leone - Congo | 3-2   | Qualifications à la Coupe d'Afrique des nations 1996 (gr. 3)              |
| 2 | 22 avril 1995    | Brazzaville | Congo - Sierra Leone | 0-2   | Qualifications à la Coupe d'Afrique des nations 1996 (gr. 3)              |
| 3 | 12 octobre 2003  | Brazzaville | Congo - Sierra Leone | 1-0   | Phases qualificatives de la Coupe du monde 2006 (zone Afrique - 1er tour) |
| 4 | 16 novembre 2003 | Freetown    | Sierra Leone - Congo | 1-1   | Phases qualificatives de la Coupe du monde 2006 (zone Afrique - 1er tour) |

#### Bilan
Au 22 avril 2019 :
- Total de matchs disputés : 4
- Victoires de la Sierra Leone : 2
- Matchs nuls : 1
- Victoires du Congo : 1
- Total de buts marqués par la Sierra Leone : 6
- Total de buts marqués par le Congo : 4

### Côte d'Ivoire

#### Confrontations
Confrontations entre la Sierra Leone et la Côte d'Ivoire :
|    | Date             | Lieu          | Match                        | Score | Compétition                                                            |
| -- | ---------------- | ------------- | ---------------------------- | ----- | ---------------------------------------------------------------------- |
| 1  | 15 octobre 1972  | Freetown      | Sierra Leone - Côte d'Ivoire | 0-1   | Tours préliminaires à la Coupe du monde 1974 (zone Afrique - 1er tour) |
| 2  | 29 octobre 1972  | Abidjan       | Côte d'Ivoire - Sierra Leone | 2-0   | Tours préliminaires à la Coupe du monde 1974 (zone Afrique - 1er tour) |
| 3  | 8 janvier 1984   | Yamoussoukro  | Côte d'Ivoire - Sierra Leone | 1-0   | Match amical                                                           |
| 4  | 27 mars 1994     | Sousse        | Côte d'Ivoire - Sierra Leone | 4-0   | Coupe d'Afrique des nations 1994 (gr. C)                               |
| 5  | 26 avril 1995    | Abidjan       | Côte d'Ivoire - Sierra Leone | 4-0   | Match amical                                                           |
| 6  | 6 septembre 2014 | Abidjan       | Côte d'Ivoire - Sierra Leone | 2-1   | Qualifications à la Coupe d'Afrique des nations 2015 (gr. D)           |
| 7  | 14 novembre 2014 | Abidjan       | Sierra Leone - Côte d'Ivoire | 1-5   | Qualifications à la Coupe d'Afrique des nations 2015 (gr. D)           |
| 8  | 6 septembre 2015 | Port Harcourt | Sierra Leone - Côte d'Ivoire | 0-0   | Qualifications à la Coupe d'Afrique des nations 2017 (gr. I)           |
| 9  | 3 septembre 2016 | Bouaké        | Côte d'Ivoire - Sierra Leone | 1-1   | Qualifications à la Coupe d'Afrique des nations 2017 (gr. I)           |
| 10 | 16 janvier 2022  | Douala        | Côte d'Ivoire - Sierra Leone | 2-2   | CAN 2022 (GROUPE E)                                                    |

#### Bilan
- Total de matchs disputés : 10
- Victoires de la Sierra Leone : 0
- Matchs nuls : 3
- Victoires de la Côte d'Ivoire : 7
- Total de buts marqués par la Sierra Leone : 5
- Total de buts marqués par la Côte d'Ivoire : 22

## E

### Égypte

#### Confrontations
Confrontations entre la Sierra Leone et l'Égypte :
|   | Date             | Lieu     | Match                 | Score | Compétition                                                  |
| - | ---------------- | -------- | --------------------- | ----- | ------------------------------------------------------------ |
| 1 | 5 septembre 2010 | Le Caire | Égypte - Sierra Leone | 1-1   | Qualifications à la Coupe d'Afrique des nations 2012 (gr. G) |
| 2 | 3 septembre 2011 | Freetown | Sierra Leone - Égypte | 2-1   | Qualifications à la Coupe d'Afrique des nations 2012 (gr. G) |

#### Bilan
Au 22 avril 2019 :
- Total de matchs disputés : 2
- Victoires de la Sierra Leone : 1
- Matchs nuls : 1
- Victoires de l'Égypte : 0
- Total de buts marqués par la Sierra Leone : 3
- Total de buts marqués par l'Égypte : 2

### Éthiopie

#### Confrontations
Confrontations entre la Sierra Leone et l'Éthiopie :
|   | Date             | Lieu  | Match                   | Score | Compétition                                                  |
| - | ---------------- | ----- | ----------------------- | ----- | ------------------------------------------------------------ |
| 1 | 9 septembre 2018 | Awasa | Éthiopie - Sierra Leone | 1-0   | Qualifications à la Coupe d'Afrique des nations 2019 (gr. F) |

#### Bilan
Au 22 avril 2019 :
- Total de matchs disputés : 1
- Victoires de la Sierra Leone : 0
- Matchs nuls : 0
- Victoires de l'Éthiopie : 1
- Total de buts marqués par la Sierra Leone : 0
- Total de buts marqués par l'Éthiopie : 1

## G

### Gabon

#### Confrontations
Confrontations entre la Sierra Leone et le Gabon :
|   | Date             | Lieu        | Match                | Score | Compétition                                                            |
| - | ---------------- | ----------- | -------------------- | ----- | ---------------------------------------------------------------------- |
| 1 | 22 octobre 1995  | Libreville  | Gabon - Sierra Leone | 1-0   | Match amical                                                           |
| 2 | 11 janvier 1997  | Freetown    | Sierra Leone - Gabon | 1-0   | Tours préliminaires à la Coupe du monde 1998 (zone Afrique - 1er tour) |
| 3 | 10 décembre 2002 | Freetown    | Sierra Leone - Gabon | 2-0   | Qualifications à la Coupe d'Afrique des nations 2004 (gr. 7)           |
| 4 | 6 juillet 2003   | Libreville  | Gabon - Sierra Leone | 2-0   | Qualifications à la Coupe d'Afrique des nations 2004 (gr. 7)           |
| 5 | 25 mars 2016     | Franceville | Gabon - Sierra Leone | 2-1   | Match amical                                                           |
| 6 | 28 mars 2016     | Freetown    | Sierra Leone - Gabon | 1-0   | Match amical                                                           |

#### Bilan
Au 22 avril 2019 :
- Total de matchs disputés : 6
- Victoires de la Sierra Leone : 3
- Matchs nuls : 0
- Victoires du Gabon : 3
- Total de buts marqués par la Sierra Leone : 5
- Total de buts marqués par le Gabon : 5

### Gambie

#### Confrontations
Confrontations entre la Sierra Leone et la Gambie :
|    | Date             | Lieu     | Match                 | Score | Compétition                                                              |
| -- | ---------------- | -------- | --------------------- | ----- | ------------------------------------------------------------------------ |
| 1  | 16 novembre 1968 | Freetown | Sierra Leone - Gambie | 2-1   | Match amical                                                             |
| 2  | 24 avril 1971    |          | Sierra Leone - Gambie | 3-1   | Match amical                                                             |
| 3  | 6 février 1983   |          | Sierra Leone - Gambie | 0-1   | Coupe CEDEAO 1983 (qualifications)                                       |
| 4  | 20 février 1983  |          | Gambie - Sierra Leone | 0-1   | Coupe CEDEAO 1983 (qualifications)                                       |
| 5  | 4 janvier 1984   |          | Gambie - Sierra Leone | 1-0   | Match amical                                                             |
| 6  | 10 février 1984  | Freetown | Sierra Leone - Gambie | 1-0   | Coupe Amílcar Cabral 1984 (en) (gr. A)                                   |
| 7  | 18 novembre 1984 | Banjul   | Gambie - Sierra Leone | 3-2   | Qualifications à la Coupe d'Afrique des nations 1986 (tour préliminaire) |
| 8  | 2 décembre 1984  | Freetown | Sierra Leone - Gambie | 2-0   | Qualifications à la Coupe d'Afrique des nations 1986 (tour préliminaire) |
| 9  | 15 février 1985  | Banjul   | Gambie - Sierra Leone | 1-1   | Coupe Amílcar Cabral 1985 (en) (gr. A)                                   |
| 10 | 4 février 1986   | Dakar    | Sierra Leone - Gambie | 2-1   | Coupe Amílcar Cabral 1986 (en) (gr. B)                                   |
| 11 | 30 avril 1988    | Bissau   | Sierra Leone - Gambie | 3-1   | Coupe Amílcar Cabral 1988 (en) (gr. B)                                   |
| 12 | 28 novembre 1991 | Dakar    | Sierra Leone - Gambie | 0-0   | Coupe Amílcar Cabral 1991 (gr. A)                                        |
| 13 | 30 novembre 1993 | Freetown | Sierra Leone - Gambie | 1-1   | Coupe Amílcar Cabral 1993 (en) (gr. B)                                   |
| 14 | 7 janvier 1995   | Freetown | Sierra Leone - Gambie | 2-0   | Qualifications à la Coupe d'Afrique des nations 1996 (gr. 3)             |
| 15 | 4 décembre 1999  | Banjul   | Gambie - Sierra Leone | 0-0   | Match amical                                                             |
| 16 | 8 mai 2000       | Praia    | Gambie - Sierra Leone | 2-2   | Coupe Amílcar Cabral 2000 (gr. A)                                        |
| 17 | 16 juin 2001     | Freetown | Sierra Leone - Gambie | 1-1   | Match amical                                                             |
| 18 | 25 août 2002     | Banjul   | Gambie - Sierra Leone | 1-0   | Match amical                                                             |
| 19 | 12 juin 2005     | Freetown | Sierra Leone - Gambie | 1-0   | Match amical                                                             |
| 20 | 23 décembre 2007 | Bakau    | Gambie - Sierra Leone | 2-1   | Match amical                                                             |

#### Bilan
Au 22 avril 2019 :
- Total de matchs disputés : 20
- Victoires de la Sierra Leone : 9
- Matchs nuls : 6
- Victoires de la Gambie : 5
- Total de buts marqués par la Sierra Leone : 25
- Total de buts marqués par la Gambie : 17

### Ghana

#### Confrontations
Confrontations entre la Sierra Leone et le Ghana :
|    | Date             | Lieu     | Match                                         | Score | Compétition                                                           |
| -- | ---------------- | -------- | --------------------------------------------- | ----- | --------------------------------------------------------------------- |
| 1  | 1954             |          | Côte-de-l'Or - Protectorat de la Sierra Leone | 2-0   | Match amical                                                          |
| 2  | 30 janvier 1971  | Freetown | Sierra Leone - Ghana                          | 2-1   | Match amical                                                          |
| 3  | 7 février 1971   | Accra    | Ghana - Sierra Leone                          | 2-1   | Match amical                                                          |
| 4  | 6 janvier 1980   | Freetown | Sierra Leone - Ghana                          | 2-4   | Match amical                                                          |
| 5  | 30 mars 1987     | Accra    | Ghana - Sierra Leone                          | 1-2   | Qualifications à la Coupe d'Afrique des nations 1988 (1er tour)       |
| 6  | 11 avril 1987    | Freetown | Sierra Leone - Ghana                          | 0-0   | Qualifications à la Coupe d'Afrique des nations 1988 (1er tour)       |
| 7  | 28 novembre 1993 | Freetown | Sierra Leone - Ghana                          | 2-3   | Coupe Amílcar Cabral 1993 (en) (gr. B)                                |
| 8  | 12 novembre 1995 | Accra    | Ghana - Sierra Leone                          | 2-0   | Match amical                                                          |
| 9  | 4 septembre 1994 | Accra    | Ghana - Sierra Leone                          | 4-1   | Qualifications à la Coupe d'Afrique des nations 1996 (gr. 3)          |
| 10 | 8 avril 1995     | Freetown | Sierra Leone - Ghana                          | 1-0   | Qualifications à la Coupe d'Afrique des nations 1996 (gr. 3)          |
| 11 | 5 avril 1997     | Freetown | Sierra Leone - Ghana                          | 1-1   | Tours préliminaires à la Coupe du monde 1998 (zone Afrique - 2e tour) |
| 12 | 17 août 1997     | Obuasi   | Ghana - Sierra Leone                          | 0-2   | Tours préliminaires à la Coupe du monde 1998 (zone Afrique - 2e tour) |
| 13 | 9 juillet 2000   | Accra    | Ghana - Sierra Leone                          | 5-0   | Tours préliminaires à la Coupe du monde 2002 (zone Afrique - 2e tour) |
| 14 | 5 mai 2001       | Freetown | Sierra Leone - Ghana                          | 1-1   | Tours préliminaires à la Coupe du monde 2002 (zone Afrique - 2e tour) |
| 15 | 19 octobre 2002  | Freetown | Sierra Leone - Ghana                          | 2-1   | Match amical                                                          |

#### Bilan
Au 22 avril 2019 :
- Total de matchs disputés : 15
- Victoires de la Sierra Leone : 5
- Matchs nuls : 3
- Victoires du Ghana : 7
- Total de buts marqués par la Sierra Leone : 17
- Total de buts marqués par le Ghana : 27

### Guinée

#### Confrontations
Confrontations entre la Sierra Leone et la Guinée :
|    | Date              | Lieu       | Match                 | Score | Compétition                                                                                      |
| -- | ----------------- | ---------- | --------------------- | ----- | ------------------------------------------------------------------------------------------------ |
| 1  | 2 décembre 1967   |            | Sierra Leone - Guinée | 2-1   | Match amical                                                                                     |
| 2  | 14 décembre 1968  |            | Sierra Leone - Guinée | 1-1   | Match amical                                                                                     |
| 3  | 2 février 1969    |            | Guinée - Sierra Leone | 1-1   | Match amical                                                                                     |
| 4  | 1er novembre 1970 | Freetown   | Sierra Leone - Guinée | 1-2   | Match amical                                                                                     |
| 5  | 4 mars 1980       | Freetown   | Sierra Leone - Guinée | 3-2   | Match amical                                                                                     |
| 6  | 13 février 1982   | Praia      | Guinée - Sierra Leone | 1-0   | Coupe Amílcar Cabral 1982 (en) (gr. B)                                                           |
| 7  | 12 février 1984   | Freetown   | Sierra Leone - Guinée | 0-0   | Coupe Amílcar Cabral 1984 (en) (gr. A)                                                           |
| 8  | 8 février 1986    | Dakar      | Sierra Leone - Guinée | 2-1   | Coupe Amílcar Cabral 1986 (en) (demi-finale)                                                     |
| 9  | 5 mai 1988        | Bissau     | Guinée - Sierra Leone | 3-0   | Coupe Amílcar Cabral 1988 (en) (demi-finale)                                                     |
| 10 | 27 mai 1989       | Bamako     | Guinée - Sierra Leone | 1-0   | Coupe Amílcar Cabral 1989 (en) (gr. A)                                                           |
| 11 | 19 août 1990      | Conakry    | Guinée - Sierra Leone | 1-2   | Qualifications à la Coupe d'Afrique des nations 1992 (gr. 1)                                     |
| 12 | 28 avril 1991     | Freetown   | Sierra Leone - Guinée | 0-1   | Qualifications à la Coupe d'Afrique des nations 1992 (gr. 1)                                     |
| 13 | 24 novembre 1991  | Dakar      | Sierra Leone - Guinée | 1-0   | Coupe Amílcar Cabral 1991 (gr. A)                                                                |
| 14 | 14 décembre 1992  | Conakry    | Guinée - Sierra Leone | 1-1   | Match amical                                                                                     |
| 15 | 16 décembre 1992  | Conakry    | Guinée - Sierra Leone | 0-0   | Match amical                                                                                     |
| 16 | 8 août 1993       | Conakry    | Guinée - Sierra Leone | 1-0   | Match amical                                                                                     |
| 17 | 9 août 1993       | Conakry    | Guinée - Sierra Leone | 4-0   | Match amical                                                                                     |
| 18 | 26 novembre 1993  | Freetown   | Sierra Leone - Guinée | 1-1   | Coupe Amílcar Cabral 1993 (en) (gr. B)                                                           |
| 19 | 1er janvier 1995  | Conakry    | Guinée - Sierra Leone | 3-1   | Match amical                                                                                     |
| 20 | 18 novembre 1995  | Nouakchott | Sierra Leone - Guinée | 2-0   | Coupe Amílcar Cabral 1995 (en) (gr. B)                                                           |
| 21 | 1er décembre 1997 | Banjul     | Guinée - Sierra Leone | 3-0   | Coupe Amílcar Cabral 1997 (en) (gr. B)                                                           |
| 22 | 23 février 1997   | Conakry    | Guinée - Sierra Leone | 1-0   | Qualifications à la Coupe d'Afrique des nations 1998 (gr. 4)                                     |
| 23 | 22 novembre 2005  | Conakry    | Guinée - Sierra Leone | 1-0   | Coupe Amílcar Cabral 2005 (en) (gr. B)                                                           |
| 24 | 2 décembre 2012   | Conakry    | Guinée - Sierra Leone | 0-0   | Qualifications au Championnat d'Afrique des nations 2014 (en) (zone Ouest A - tour préliminaire) |
| 25 | 15 décembre 2012  | Freetown   | Sierra Leone - Guinée | 1-1   | Qualifications au Championnat d'Afrique des nations 2014 (en) (zone Ouest A - tour préliminaire) |

#### Bilan
Au 22 avril 2019 :
- Total de matchs disputés : 25
- Victoires de la Sierra Leone : 6
- Matchs nuls : 8
- Victoires de la Guinée : 11
- Total de buts marqués par la Sierra Leone : 19
- Total de buts marqués par la Guinée : 31

### Guinée-Bissau

#### Confrontations
Confrontations entre la Sierra Leone et la Guinée-Bissau :
|    | Date             | Lieu       | Match                        | Score | Compétition                                                       |
| -- | ---------------- | ---------- | ---------------------------- | ----- | ----------------------------------------------------------------- |
| 1  | 11 février 1982  | Praia      | Sierra Leone - Guinée-Bissau | 2-1   | Coupe Amílcar Cabral 1982 (en) (gr. B)                            |
| 2  | 11 février 1985  | Banjul     | Guinée-Bissau - Sierra Leone | 0-0   | Coupe Amílcar Cabral 1985 (en) (gr. A)                            |
| 3  | 6 février 1986   | Dakar      | Sierra Leone - Guinée-Bissau | 3-2   | Coupe Amílcar Cabral 1986 (en) (gr. B)                            |
| 4  | 28 avril 1988    | Bissau     | Guinée-Bissau - Sierra Leone | 0-0   | Coupe Amílcar Cabral 1988 (en) (gr. B)                            |
| 5  | 4 octobre 1992   | Bissau     | Guinée-Bissau - Sierra Leone | 0-3   | Qualifications à la Coupe d'Afrique des nations 1994 (gr. 3)      |
| 6  | 24 avril 1993    | Freetown   | Sierra Leone - Guinée-Bissau | 2-0   | Qualifications à la Coupe d'Afrique des nations 1994 (gr. 3)      |
| 7  | 20 novembre 1995 | Nouakchott | Sierra Leone - Guinée-Bissau | 2-0   | Coupe Amílcar Cabral 1995 (en) (gr. B)                            |
| 8  | 29 novembre 1997 | Banjul     | Sierra Leone - Guinée-Bissau | 2-1   | Coupe Amílcar Cabral 1997 (en) (gr. B)                            |
| 9  | 20 novembre 2005 | Conakry    | Guinée-Bissau - Sierra Leone | 1-1   | Coupe Amílcar Cabral 2005 (en) (gr. B)                            |
| 10 | 17 octobre 2007  | Freetown   | Sierra Leone - Guinée-Bissau | 1-0   | Éliminatoires de la Coupe du monde 2010 : zone Afrique (1er tour) |
| 11 | 17 novembre 2007 | Bissau     | Guinée-Bissau - Sierra Leone | 0-0   | Éliminatoires de la Coupe du monde 2010 : zone Afrique (1er tour) |
| 12 | 2 décembre 2007  | Bissau     | Guinée-Bissau - Sierra Leone | 2-0   | Coupe Amílcar Cabral 2007 (gr. A)                                 |

#### Bilan
Au 22 avril 2019 :
- Total de matchs disputés : 12
- Victoires de la Sierra Leone : 7
- Matchs nuls : 4
- Victoires de la Guinée-Bissau : 1
- Total de buts marqués par la Sierra Leone : 16
- Total de buts marqués par la Guinée-Bissau : 7

### Guinée équatoriale

#### Confrontations
Confrontations entre la Sierra Leone et la Guinée équatoriale :
|   | Date             | Lieu     | Match                             | Score | Compétition                                                      |
| - | ---------------- | -------- | --------------------------------- | ----- | ---------------------------------------------------------------- |
| 1 | 8 septembre 2002 | Malabo   | Guinée équatoriale - Sierra Leone | 1-3   | Qualifications à la Coupe d'Afrique des nations 2004 (gr. 7)     |
| 2 | 22 juin 2003     | Freetown | Sierra Leone - Guinée équatoriale | 2-0   | Qualifications à la Coupe d'Afrique des nations 2004 (gr. 7)     |
| 3 | 1er juin 2008    | Malabo   | Guinée équatoriale - Sierra Leone | 2-0   | Éliminatoires de la Coupe du monde 2010 (zone Afrique - 2e tour) |
| 4 | 6 septembre 2008 | Freetown | Sierra Leone - Guinée équatoriale | 2-1   | Éliminatoires de la Coupe du monde 2010 (zone Afrique - 2e tour) |
| 5 | 9 juin 2012      | Malabo   | Guinée équatoriale - Sierra Leone | 2-2   | Éliminatoires de la Coupe du monde 2014 : zone Afrique, groupe B |
| 6 | 7 septembre 2013 | Freetown | Sierra Leone - Guinée équatoriale | 3-2   | Éliminatoires de la Coupe du monde 2014 : zone Afrique, groupe B |
| 7 | 20 Janvier 2022  | Limbé    | Sierra Leone - Guinée équatoriale | 0-1   | CAN 2022 (gr. E)                                                 |

#### Bilan
- Total de matchs disputés : 7
- Victoires de la Sierra Leone : 4
- Matchs nuls : 1
- Victoires de la Guinée équatoriale : 2
- Total de buts marqués par la Sierra Leone : 12
- Total de buts marqués par la Guinée équatoriale : 9

## I

### Irak

#### Confrontations
Confrontations entre la Sierra Leone et l'Irak :
|   | Date        | Lieu     | Match               | Score | Compétition  |
| - | ----------- | -------- | ------------------- | ----- | ------------ |
| 1 | 23 mai 2012 | Istanbul | Irak - Sierra Leone | 1-0   | Match amical |

#### Bilan
Au 22 avril 2019 :
- Total de matchs disputés : 1
- Victoires de la Sierra Leone : 0
- Matchs nuls : 0
- Victoires de l'Irak : 1
- Total de buts marqués par la Sierra Leone : 0
- Total de buts marqués par l'Irak : 1

### Iran

#### Confrontations
Confrontations entre la Sierra Leone et l'Iran :
|   | Date         | Lieu    | Match               | Score | Compétition  |
| - | ------------ | ------- | ------------------- | ----- | ------------ |
| 1 | 17 mars 2018 | Téhéran | Iran - Sierra Leone | 4-0   | Match amical |

#### Bilan
Au 22 avril 2019 :
- Total de matchs disputés : 1
- Victoires de la Sierra Leone : 0
- Matchs nuls : 0
- Victoires de l'Iran : 1
- Total de buts marqués par la Sierra Leone : 0
- Total de buts marqués par l'Iran : 4

## J

### Jordanie

#### Confrontations
Confrontations entre la Sierra Leone et la Jordanie :
|   | Date          | Lieu     | Match                   | Score | Compétition  |
| - | ------------- | -------- | ----------------------- | ----- | ------------ |
| 1 | 17 avril 1983 | Freetown | Sierra Leone - Jordanie | 2-1   | Match amical |

#### Bilan
Au 22 avril 2019 :
- Total de matchs disputés : 1
- Victoires de la Sierra Leone : 1
- Matchs nuls : 0
- Victoires de la Jordanie : 0
- Total de buts marqués par la Sierra Leone : 2
- Total de buts marqués par la Jordanie : 1

## K

### Kenya

#### Confrontations
Confrontations entre la Sierra Leone et le Kenya :
|   | Date         | Lieu     | Match                | Score | Compétition                                                  |
| - | ------------ | -------- | -------------------- | ----- | ------------------------------------------------------------ |
| 1 | 10 juin 2017 | Freetown | Sierra Leone - Kenya | 2-1   | Qualifications à la Coupe d'Afrique des nations 2019 (gr. F) |

#### Bilan
Au 22 avril 2019 :
- Total de matchs disputés : 1
- Victoires de la Sierra Leone : 1
- Matchs nuls : 0
- Victoires du Kenya : 0
- Total de buts marqués par la Sierra Leone : 2
- Total de buts marqués par le Kenya : 1

## L

### Lesotho

#### Confrontations
Confrontations entre la Sierra Leone et le Lesotho :
|   | Date             | Lieu     | Match                  | Score | Compétition                                                  |
| - | ---------------- | -------- | ---------------------- | ----- | ------------------------------------------------------------ |
| 1 | 13 novembre 2019 | Freetown | Sierra Leone - Lesotho | 1-1   | Qualifications à la Coupe d'Afrique des nations 2021 (gr. L) |
|   | 5 octobre 2020   |          | Lesotho - Sierra Leone |       | Qualifications à la Coupe d'Afrique des nations 2021 (gr. L) |

#### Bilan
Au 22 novembre 2019 :
- Total de matchs disputés : 1
- Victoires de la Sierra Leone : 0
- Matchs nuls : 1
- Victoires du Lesotho : 0
- Total de buts marqués par la Sierra Leone : 1
- Total de buts marqués par le Lesotho : 1

### Liberia

#### Confrontations
Confrontations entre la Sierra Leone et le Liberia :
|    | Date              | Lieu        | Match                  | Score | Compétition                                                              |
| -- | ----------------- | ----------- | ---------------------- | ----- | ------------------------------------------------------------------------ |
| 1  | 12 novembre 1966  |             | Sierra Leone - Liberia | 1-1   | Match amical                                                             |
| 2  | 19 novembre 1966  |             | Liberia - Sierra Leone | 2-0   | Match amical                                                             |
| 3  | 7 novembre 1982   |             | Liberia - Sierra Leone | 1-0   | Match amical                                                             |
| 4  | 5 octobre 1986    | Freetown    | Sierra Leone - Liberia | 2-1   | Qualifications à la Coupe d'Afrique des nations 1988 (tour préliminaire) |
| 5  | 19 octobre 1986   | Monrovia    | Liberia - Sierra Leone | 1-1   | Qualifications à la Coupe d'Afrique des nations 1988 (tour préliminaire) |
| 6  | 17 décembre 1995  | Freetown    | Sierra Leone - Liberia | 1-0   | Match amical                                                             |
| 7  | 6 janvier 1996    | Freetown    | Sierra Leone - Liberia | 2-1   | Match amical                                                             |
| 8  | 25 février 2001   | Paynesville | Liberia - Sierra Leone | 1-0   | Tours préliminaires à la Coupe du monde 2002 (zone Afrique - 2e tour)    |
| 9  | 14 juillet 2001   | Freetown    | Sierra Leone - Liberia | 0-1   | Tours préliminaires à la Coupe du monde 2002 (zone Afrique - 2e tour)    |
| 10 | 10 juin 2005      | Freetown    | Sierra Leone - Liberia | 2-0   | Match amical                                                             |
| 11 | 1er mai 2008      | Paynesville | Liberia - Sierra Leone | 3-1   | Match amical                                                             |
| 12 | 5 juin 2017       | Monrovia    | Liberia - Sierra Leone | 1-0   | Match amical                                                             |
| 13 | 4 septembre 2019  | Paynesville | Liberia - Sierra Leone | 3-1   | Éliminatoires de la Coupe du monde 2022 : zone Afrique (1er tour)        |
| 14 | 8 septembre 2019  | Freetown    | Sierra Leone - Liberia | 1-0   | Éliminatoires de la Coupe du monde 2022 : zone Afrique (1er tour)        |
| 15 | 29 septembre 2019 | Thiès       | Sierra Leone - Liberia | 1-0   | Coupe des nations de l'UFOA 2019 (es) (1/8 de finale)                    |

#### Bilan
Au 22 novembre 2019 :
- Total de matchs disputés : 15
- Victoires de la Sierra Leone : 6
- Matchs nuls : 2
- Victoires du Liberia : 7
- Total de buts marqués par la Sierra Leone : 13
- Total de buts marqués par le Liberia : 16

## M

### Malawi

#### Confrontations
Confrontations entre la Sierra Leone et le Malawi :
|   | Date           | Lieu     | Match                 | Score | Compétition  |
| - | -------------- | -------- | --------------------- | ----- | ------------ |
| 1 | 8 juillet 1976 | Zomba    | Malawi - Sierra Leone | 4-2   | Match amical |
| 2 | 6 juillet 1978 | Lilongwe | Malawi - Sierra Leone | 5-0   | Match amical |
| 3 | 22 mars 2016   | Freetown | Sierra Leone - Malawi | 1-1   | Match amical |

#### Bilan
Au 22 avril 2019 :
- Total de matchs disputés : 3
- Victoires de la Sierra Leone : 0
- Matchs nuls : 1
- Victoires du Malawi : 2
- Total de buts marqués par la Sierra Leone : 3
- Total de buts marqués par le Malawi : 10

### Mali

#### Confrontations
Confrontations entre la Sierra Leone et le Mali :
|    | Date              | Lieu       | Match               | Score           | Compétition                                                     |
| -- | ----------------- | ---------- | ------------------- | --------------- | --------------------------------------------------------------- |
| 1  | 16 septembre 1973 | Freetown   | Sierra Leone - Mali | 1-1             | Qualifications à la Coupe d'Afrique des nations 1974 (1er tour) |
| 2  | 30 septembre 1973 | Bamako     | Mali - Sierra Leone | 4-2             | Qualifications à la Coupe d'Afrique des nations 1974 (1er tour) |
| 3  | 21 juillet 1983   | Nouakchott | Mali - Sierra Leone | 3-1             | Coupe Amílcar Cabral 1983 (en) (gr. A)                          |
| 4  | 16 février 1984   | Freetown   | Sierra Leone - Mali | 0-0 (tab : 4-2) | Coupe Amílcar Cabral 1984 (en) (demi-finale)                    |
| 5  | 1er mars 1987     | Conakry    | Mali - Sierra Leone | 0-0 (tab : 4-1) | Coupe Amílcar Cabral 1987 (en) (demi-finale)                    |
| 6  | 2 juin 1989       | Bamako     | Mali - Sierra Leone | 1-0             | Coupe Amílcar Cabral 1989 (en) (demi-finale)                    |
| 7  | 14 avril 1991     | Bamako     | Mali - Sierra Leone | 1-1             | Qualifications à la Coupe d'Afrique des nations 1992 (gr. 1)    |
| 8  | 28 juillet 1991   | Freetown   | Sierra Leone - Mali | 2-0             | Qualifications à la Coupe d'Afrique des nations 1992 (gr. 1)    |
| 9  | 26 novembre 1991  | Dakar      | Sierra Leone - Mali | 1-1             | Coupe Amílcar Cabral 1991 (gr. A)                               |
| 10 | 3 décembre 1993   | Freetown   | Sierra Leone - Mali | 2-0             | Coupe Amílcar Cabral 1993 (en) (demi-finale)                    |
| 11 | 3 décembre 1997   | Banjul     | Mali - Sierra Leone | 1-1             | Coupe Amílcar Cabral 1997 (en) (gr. B)                          |
| 12 | 3 septembre 2006  | Freetown   | Sierra Leone - Mali | 0-0             | Qualifications à la Coupe d'Afrique des nations 2008 (gr. 9)    |
| 13 | 17 juin 2007      | Bamako     | Mali - Sierra Leone | 6-0             | Qualifications à la Coupe d'Afrique des nations 2008 (gr. 9)    |
| 14 | 6 octobre 2019    | Thiès      | Mali - Sierra Leone | 1-0             | Coupe des nations de l'UFOA 2019 (es) (1/4 de finale)           |

#### Bilan
Au 22 novembre 2019 :
- Total de matchs disputés : 14
- Victoires de la Sierra Leone : 2
- Matchs nuls : 7
- Victoires du Mali : 5
- Total de buts marqués par la Sierra Leone : 10
- Total de buts marqués par le Mali : 18

### Maroc

#### Confrontations
Confrontations entre la Sierra Leone et le Maroc :
|   | Date            | Lieu       | Match                | Score | Compétition                                                            |
| - | --------------- | ---------- | -------------------- | ----- | ---------------------------------------------------------------------- |
| 1 | 30 juin 1984    | Freetown   | Sierra Leone - Maroc | 0-1   | Tours préliminaires à la Coupe du monde 1986 (zone Afrique - 1er tour) |
| 2 | 15 juillet 1984 | Rabat      | Maroc - Sierra Leone | 4-0   | Tours préliminaires à la Coupe du monde 1986 (zone Afrique - 1er tour) |
| 3 | 9 novembre 1996 | Rabat      | Maroc - Sierra Leone | 4-0   | Tours préliminaires à la Coupe du monde 1998 (zone Afrique - 2e tour)  |
| 4 | 26 avril 1997   | Freetown   | Sierra Leone - Maroc | 0-1   | Tours préliminaires à la Coupe du monde 1998 (zone Afrique - 2e tour)  |
| 5 | 3 octobre 1998  | Casablanca | Maroc - Sierra Leone | 3-0   | Qualifications à la Coupe d'Afrique des nations 2000 (gr. 2)           |
| 6 | 29 mars 2003    | Freetown   | Sierra Leone - Maroc | 0-0   | Qualifications à la Coupe d'Afrique des nations 2004 (gr. 7)           |
| 7 | 8 juin 2003     | Casablanca | Maroc - Sierra Leone | 1-0   | Qualifications à la Coupe d'Afrique des nations 2004 (gr. 7)           |

#### Bilan
Au 22 avril 2019 :
- Total de matchs disputés : 7
- Victoires de la Sierra Leone : 0
- Matchs nuls : 1
- Victoires du Maroc : 6
- Total de buts marqués par la Sierra Leone : 0
- Total de buts marqués par le Maroc : 14

### Mauritanie

#### Confrontations
Confrontations entre la Sierra Leone et la Mauritanie :
|   | Date             | Lieu       | Match                     | Score           | Compétition                                                                                      |
| - | ---------------- | ---------- | ------------------------- | --------------- | ------------------------------------------------------------------------------------------------ |
| 1 | 23 juillet 1983  | Nouakchott | Mauritanie - Sierra Leone | 1-0             | Coupe Amílcar Cabral 1983 (en) (gr. A)                                                           |
| 2 | 2 janvier 1984   |            | Sierra Leone - Mauritanie | 1-0             | Match amical                                                                                     |
| 3 | 2 février 1986   | Dakar      | Sierra Leone - Mauritanie | 1-0             | Coupe Amílcar Cabral 1986 (en) (gr. B)                                                           |
| 4 | 25 mai 1989      | Bamako     | Sierra Leone - Mauritanie | 2-1             | Coupe Amílcar Cabral 1989 (en) (gr. B)                                                           |
| 5 | 28 novembre 1995 | Nouakchott | Mauritanie - Sierra Leone | 0-0 (tab : 2-4) | Coupe Amílcar Cabral 1995 (en) (finale)                                                          |
| 6 | 21 juin 2015     | Nouakchott | Mauritanie - Sierra Leone | 2-1             | Qualifications au Championnat d'Afrique des nations 2016 (en) (zone Ouest A - tour préliminaire) |
| 7 | 27 juin 2015     | Nouakchott | Sierra Leone - Mauritanie | 0-2             | Qualifications au Championnat d'Afrique des nations 2016 (en) (zone Ouest A - tour préliminaire) |

#### Bilan
Au 22 avril 2019 :
- Total de matchs disputés : 7
- Victoires de la Sierra Leone : 3
- Matchs nuls : 1
- Victoires de la Mauritanie : 3
- Total de buts marqués par la Sierra Leone : 5
- Total de buts marqués par la Mauritanie : 6

## N

### Niger

#### Confrontations
Confrontations entre la Sierra Leone et le Niger :
|   | Date             | Lieu     | Match                | Score | Compétition                                                                     |
| - | ---------------- | -------- | -------------------- | ----- | ------------------------------------------------------------------------------- |
| 1 | 7 mars 1976      | Freetown | Sierra Leone - Niger | 5-1   | Tours préliminaires à la Coupe du monde 1978 (zone Afrique - tour préliminaire) |
| 2 | 21 mars 1976     | Niamey   | Niger - Sierra Leone | 2-1   | Tours préliminaires à la Coupe du monde 1978 (zone Afrique - tour préliminaire) |
| 3 | 13 novembre 1994 | Niamey   | Niger - Sierra Leone | 4-2   | Qualifications à la Coupe d'Afrique des nations 1996 (gr. 3)                    |
| 4 | 3 juin 1995      | Freetown | Sierra Leone - Niger | 5-1   | Qualifications à la Coupe d'Afrique des nations 1996 (gr. 3)                    |
| 5 | 27 mars 2011     | Niamey   | Niger - Sierra Leone | 3-1   | Qualifications à la Coupe d'Afrique des nations 2012 (gr. G)                    |
| 6 | 4 juin 2011      | Freetown | Sierra Leone - Niger | 1-0   | Qualifications à la Coupe d'Afrique des nations 2012 (gr. G)                    |

#### Bilan
Au 22 avril 2019 :
- Total de matchs disputés : 6
- Victoires de la Sierra Leone : 3
- Matchs nuls : 0
- Victoires du Niger : 3
- Total de buts marqués par la Sierra Leone : 15
- Total de buts marqués par le Niger : 11

### Nigeria

#### Confrontations
Confrontations entre la Sierra Leone et le Nigeria :
|    | Date              | Lieu     | Match                  | Score | Compétition                                                            |
| -- | ----------------- | -------- | ---------------------- | ----- | ---------------------------------------------------------------------- |
| 1  | 14 octobre 1967   |          | Sierra Leone - Nigeria | 1-1   | Match amical                                                           |
| 2  | 27 janvier 1968   |          | Nigeria - Sierra Leone | 4-1   | Match amical                                                           |
| 3  | 13 février 1971   | Lagos    | Nigeria - Sierra Leone | 1-0   | Match amical                                                           |
| 4  | 4 décembre 1971   |          | Sierra Leone - Nigeria | 0-1   | Match amical                                                           |
| 5  | 16 octobre 1976   | Freetown | Sierra Leone - Nigeria | 0-0   | Tours préliminaires à la Coupe du monde 1978 (zone Afrique - 1er tour) |
| 6  | 30 octobre 1976   | Lagos    | Nigeria - Sierra Leone | 6-2   | Tours préliminaires à la Coupe du monde 1978 (zone Afrique - 1er tour) |
| 7  | 18 septembre 1977 | Freetown | Sierra Leone - Nigeria | 1-1   | Qualifications à la Coupe d'Afrique des nations 1978 (1er tour)        |
| 8  | 2 octobre 1977    | Lagos    | Nigeria - Sierra Leone | 2-0   | Qualifications à la Coupe d'Afrique des nations 1978 (1er tour)        |
| 9  | 4 juillet 1987    | Lagos    | Nigeria - Sierra Leone | 3-0   | Qualifications à la Coupe d'Afrique des nations 1988 (2e tour)         |
| 10 | 18 juillet 1987   | Freetown | Sierra Leone - Nigeria | 2-0   | Qualifications à la Coupe d'Afrique des nations 1988 (2e tour)         |
| 11 | 17 juin 2000      | Lagos    | Nigeria - Sierra Leone | 2-0   | Tours préliminaires à la Coupe du monde 2002 (zone Afrique - 2e tour)  |
| 12 | 21 avril 2001     | Freetown | Sierra Leone - Nigeria | 1-0   | Tours préliminaires à la Coupe du monde 2002 (zone Afrique - 2e tour)  |
| 13 | 7 juin 2008       | Freetown | Sierra Leone - Nigeria | 0-1   | Éliminatoires de la Coupe du monde 2010 (zone Afrique - 2e tour)       |
| 14 | 11 octobre 2008   | Abuja    | Nigeria - Sierra Leone | 4-1   | Éliminatoires de la Coupe du monde 2010 (zone Afrique - 2e tour)       |
| 15 | 9 février 2011    | Lagos    | Nigeria - Sierra Leone | 2-1   | Match amical                                                           |

#### Bilan
Au 22 avril 2019 :
- Total de matchs disputés : 15
- Victoires de la Sierra Leone : 2
- Matchs nuls : 3
- Victoires du Nigeria : 10
- Total de buts marqués par la Sierra Leone : 10
- Total de buts marqués par le Nigeria : 28

## R

### République démocratique du Congo

#### Confrontations
Confrontations entre la Sierra Leone et la république démocratique du Congo :
|   | Date              | Lieu       | Match                                           | Score | Compétition                                                  |
| - | ----------------- | ---------- | ----------------------------------------------- | ----- | ------------------------------------------------------------ |
| 1 | 10 septembre 2014 | Lubumbashi | Sierra Leone - République démocratique du Congo | 0-2   | Qualifications à la Coupe d'Afrique des nations 2015 (gr. D) |
| 2 | 19 novembre 2014  | Kinshasa   | République démocratique du Congo - Sierra Leone | 3-1   | Qualifications à la Coupe d'Afrique des nations 2015 (gr. D) |

#### Bilan
Au 22 avril 2019 :
- Total de matchs disputés : 2
- Victoires de la Sierra Leone : 0
- Matchs nuls : 0
- Victoires de la république démocratique du Congo : 2
- Total de buts marqués par la Sierra Leone : 1
- Total de buts marqués par la république démocratique du Congo : 5

## S

### Sao Tomé-et-Principe

#### Confrontations
Confrontations entre la Sierra Leone et Sao Tomé-et-Principe :
|   | Date            | Lieu     | Match                               | Score | Compétition                                                            |
| - | --------------- | -------- | ----------------------------------- | ----- | ---------------------------------------------------------------------- |
| 1 | 9 avril 2000    | São Tomé | Sao Tomé-et-Principe - Sierra Leone | 2-0   | Tours préliminaires à la Coupe du monde 2002 (zone Afrique - 1er tour) |
| 2 | 22 avril 2000   | Freetown | Sierra Leone - Sao Tomé-et-Principe | 4-0   | Tours préliminaires à la Coupe du monde 2002 (zone Afrique - 1er tour) |
| 3 | 29 février 2012 | São Tomé | Sao Tomé-et-Principe - Sierra Leone | 2-1   | Qualifications à la Coupe d'Afrique des nations 2013 (1er tour)        |
| 4 | 16 juin 2012    | Freetown | Sierra Leone - Sao Tomé-et-Principe | 4-2   | Qualifications à la Coupe d'Afrique des nations 2013 (1er tour)        |

#### Bilan
Au 22 avril 2019 :
- Total de matchs disputés : 4
- Victoires de la Sierra Leone : 2
- Matchs nuls : 0
- Victoires de Sao Tomé-et-Principe : 2
- Total de buts marqués par la Sierra Leone : 9
- Total de buts marqués par Sao Tomé-et-Principe : 6

### Sénégal

#### Confrontations
Confrontations entre la Sierra Leone et le Sénégal :
|    | Date             | Lieu       | Match                  | Score           | Compétition                                                                             |
| -- | ---------------- | ---------- | ---------------------- | --------------- | --------------------------------------------------------------------------------------- |
| 1  | 11 octobre 1970  | Freetown   | Sierra Leone - Sénégal | 1-0             | Match amical                                                                            |
| 2  | 25 juillet 1971  |            | Sénégal - Sierra Leone | 2-1             | Match amical                                                                            |
| 3  | 17 novembre 1980 | Dakar      | Sénégal - Sierra Leone | 2-0             | Qualifications à la Coupe d'Afrique des nations 1982 (tour préliminaire)                |
| 4  | 30 novembre 1980 | Freetown   | Sierra Leone - Sénégal | 1-2             | Qualifications à la Coupe d'Afrique des nations 1982 (tour préliminaire)                |
| 5  | 15 février 1982  | Praia      | Sénégal - Sierra Leone | 2-0             | Coupe Amílcar Cabral 1982 (en) (gr. B)                                                  |
| 6  | 19 février 1984  | Freetown   | Sierra Leone - Sénégal | 0-0 (tab : 4-5) | Coupe Amílcar Cabral 1984 (en) (finale)                                                 |
| 7  | 10 février 1986  | Dakar      | Sénégal - Sierra Leone | 3-1             | Coupe Amílcar Cabral 1986 (en) (finale)                                                 |
| 8  | 23 février 1987  | Conakry    | Sierra Leone - Sénégal | 1-0             | Coupe Amílcar Cabral 1987 (en) (gr. B)                                                  |
| 9  | 2 mars 1987      | Conakry    | Sénégal - Sierra Leone | 0-0 (tab : 3-0) | Coupe Amílcar Cabral 1987 (en) (match pour la 3e place)                                 |
| 10 | 2 mai 1988       | Bissau     | Sénégal - Sierra Leone | 2-2             | Coupe Amílcar Cabral 1988 (en) (gr. B)                                                  |
| 11 | 7 mai 1988       | Bissau     | Sénégal - Sierra Leone | 2-1             | Coupe Amílcar Cabral 1988 (en) (match pour la 3e place)                                 |
| 12 | 8 novembre 1992  | Freetown   | Sierra Leone - Sénégal | 2-0             | Qualifications à la Coupe d'Afrique des nations 1994 (gr. 3)                            |
| 13 | 11 juillet 1993  | Dakar      | Sénégal - Sierra Leone | 1-1             | Qualifications à la Coupe d'Afrique des nations 1994 (gr. 3)                            |
| 14 | 5 décembre 1993  | Freetown   | Sierra Leone - Sénégal | 2-0             | Coupe Amílcar Cabral 1993 (en) (finale)                                                 |
| 15 | 22 novembre 1995 | Nouakchott | Sénégal - Sierra Leone | 1-1             | Coupe Amílcar Cabral 1995 (en) (gr. B)                                                  |
| 16 | 4 mai 2000       | Praia      | Sénégal - Sierra Leone | 3-0             | Coupe Amílcar Cabral 2000 (gr. A)                                                       |
| 17 | 14 mars 2010     | Dakar      | Sénégal - Sierra Leone | 1-0             | Qualifications au Championnat d'Afrique des nations 2011 (en) (zone Ouest A - 1er tour) |
| 18 | 28 mars 2010     | Freetown   | Sierra Leone - Sénégal | 1-0 (tab : 3-4) | Qualifications au Championnat d'Afrique des nations 2011 (en) (zone Ouest A - 1er tour) |
| 19 | 15 juillet 2017  | Freetown   | Sierra Leone - Sénégal | 1-1             | Qualifications au Championnat d'Afrique des nations 2018 (zone Ouest A - 1er tour)      |
| 20 | 22 juillet 2017  | Dakar      | Sénégal - Sierra Leone | 3-1             | Qualifications au Championnat d'Afrique des nations 2018 (zone Ouest A - 1er tour)      |

#### Bilan
Au 22 avril 2019 :
- Total de matchs disputés : 20
- Victoires de la Sierra Leone : 5
- Matchs nuls : 6
- Victoires du Sénégal : 9
- Total de buts marqués par la Sierra Leone : 17
- Total de buts marqués par le Sénégal : 25

### Seychelles

#### Confrontations
Confrontations entre la Sierra Leone et les Seychelles :
|   | Date            | Lieu     | Match                     | Score | Compétition                                                    |
| - | --------------- | -------- | ------------------------- | ----- | -------------------------------------------------------------- |
| 1 | 19 juillet 2014 | Freetown | Sierra Leone - Seychelles | 2-0   | Qualifications à la Coupe d'Afrique des nations 2015 (3e tour) |

#### Bilan
Au 22 avril 2019 :
- Total de matchs disputés : 1
- Victoires de la Sierra Leone : 1
- Matchs nuls : 0
- Victoires des Seychelles : 0
- Total de buts marqués par la Sierra Leone : 2
- Total de buts marqués par les Seychelles : 0

### Soudan

#### Confrontations
Confrontations entre la Sierra Leone et le Soudan :
|   | Date            | Lieu      | Match                 | Score | Compétition                                                           |
| - | --------------- | --------- | --------------------- | ----- | --------------------------------------------------------------------- |
| 1 | 10 mars 2001    | Freetown  | Sierra Leone - Soudan | 0-2   | Tours préliminaires à la Coupe du monde 2002 (zone Afrique - 2e tour) |
| 2 | 29 juillet 2001 | Omdourman | Soudan - Sierra Leone | 3-0   | Tours préliminaires à la Coupe du monde 2002 (zone Afrique - 2e tour) |
| 3 | 14 juin 2015    | Khartoum  | Soudan - Sierra Leone | 1-0   | Qualifications à la Coupe d'Afrique des nations 2017 (gr. I)          |
| 4 | 4 juin 2016     | Freetown  | Sierra Leone - Soudan | 1-0   | Qualifications à la Coupe d'Afrique des nations 2017 (gr. I)          |

#### Bilan
Au 22 avril 2019 :
- Total de matchs disputés : 4
- Victoires de la Sierra Leone : 1
- Matchs nuls : 0
- Victoires du Soudan : 3
- Total de buts marqués par la Sierra Leone : 1
- Total de buts marqués par le Soudan : 6

### Swaziland

#### Confrontations
Confrontations entre la Sierra Leone et le Swaziland :
|   | Date        | Lieu     | Match                    | Score | Compétition                                                  |
| - | ----------- | -------- | ------------------------ | ----- | ------------------------------------------------------------ |
| 1 | 18 mai 2014 | Lobamba  | Swaziland - Sierra Leone | 1-1   | Qualifications à la Coupe d'Afrique des nations 2015 (gr. D) |
| 2 | 31 mai 2014 | Freetown | Sierra Leone - Swaziland | 1-0   | Qualifications à la Coupe d'Afrique des nations 2015 (gr. D) |

#### Bilan
Au 22 avril 2019 :
- Total de matchs disputés : 2
- Victoires de la Sierra Leone : 1
- Matchs nuls : 1
- Victoires du Swaziland : 0
- Total de buts marqués par la Sierra Leone : 2
- Total de buts marqués par le Swaziland : 1

### Syrie

#### Confrontations
Confrontations entre la Sierra Leone et la Syrie :
|   | Date        | Lieu  | Match                | Score | Compétition  |
| - | ----------- | ----- | -------------------- | ----- | ------------ |
| 1 | 5 juin 2009 | Damas | Syrie - Sierra Leone | 6-0   | Match amical |

#### Bilan
Au 22 avril 2019 :
- Total de matchs disputés : 1
- Victoires de la Sierra Leone : 0
- Matchs nuls : 0
- Victoires de la Syrie : 1
- Total de buts marqués par la Sierra Leone : 0
- Total de buts marqués par la Syrie : 6

## T

### Tchad

#### Confrontations
Confrontations entre la Sierra Leone et le Tchad :
|   | Date            | Lieu          | Match                | Score | Compétition                                                       |
| - | --------------- | ------------- | -------------------- | ----- | ----------------------------------------------------------------- |
| 1 | 10 octobre 2015 | N'Djaména     | Tchad - Sierra Leone | 1-0   | Éliminatoires de la Coupe du monde 2018 : zone Afrique (1er tour) |
| 2 | 13 octobre 2015 | Port Harcourt | Sierra Leone - Tchad | 2-1   | Éliminatoires de la Coupe du monde 2018 : zone Afrique (1er tour) |

#### Bilan
Au 22 avril 2019 :
- Total de matchs disputés : 2
- Victoires de la Sierra Leone : 1
- Matchs nuls : 0
- Victoires du Tchad : 1
- Total de buts marqués par la Sierra Leone : 2
- Total de buts marqués par le Tchad : 2

### Togo

#### Confrontations
Confrontations entre la Sierra Leone et le Togo :
|   | Date             | Lieu     | Match               | Score           | Compétition                                                              |
| - | ---------------- | -------- | ------------------- | --------------- | ------------------------------------------------------------------------ |
| 1 | 14 novembre 1982 | Lomé     | Togo - Sierra Leone | 3-0             | Qualifications à la Coupe d'Afrique des nations 1984 (tour préliminaire) |
| 2 | 28 novembre 1982 | Freetown | Sierra Leone - Togo | 0-1             | Qualifications à la Coupe d'Afrique des nations 1984 (tour préliminaire) |
| 3 | 9 janvier 1993   | Conakry  | Sierra Leone - Togo | 0-0             | Qualifications à la Coupe d'Afrique des nations 1994 (gr. 3)             |
| 4 | 20 août 2000     | Freetown | Sierra Leone - Togo | 2-0             | Qualifications à la Coupe d'Afrique des nations 2002 (tour préliminaire) |
| 5 | 3 septembre 2000 | Lomé     | Togo - Sierra Leone | 2-0 (tab : 4-2) | Qualifications à la Coupe d'Afrique des nations 2002 (tour préliminaire) |
| 6 | 24 mars 2007     | Lomé     | Togo - Sierra Leone | 3-1             | Qualifications à la Coupe d'Afrique des nations 2008 (gr. 9)             |
| 7 | 3 juin 2007      | Freetown | Sierra Leone - Togo | 0-1             | Qualifications à la Coupe d'Afrique des nations 2008 (gr. 9)             |

#### Bilan
Au 22 avril 2019 :
- Total de matchs disputés : 7
- Victoires de la Sierra Leone : 1
- Matchs nuls : 1
- Victoires du Togo : 5
- Total de buts marqués par la Sierra Leone : 3
- Total de buts marqués par le Togo : 10

### Tunisie

#### Confrontations
Confrontations entre la Sierra Leone et la Tunisie :
|   | Date             | Lieu     | Match                  | Score | Compétition                                                      |
| - | ---------------- | -------- | ---------------------- | ----- | ---------------------------------------------------------------- |
| 1 | 6 octobre 1996   | Tunis    | Tunisie - Sierra Leone | 2-0   | Qualifications à la Coupe d'Afrique des nations 1998 (gr. 4)     |
| 2 | 8 septembre 2012 | Freetown | Sierra Leone - Tunisie | 2-2   | Qualifications à la Coupe d'Afrique des nations 2013 (2e tour)   |
| 3 | 13 octobre 2012  | Monastir | Tunisie - Sierra Leone | 0-0   | Qualifications à la Coupe d'Afrique des nations 2013 (2e tour)   |
| 4 | 23 mars 2013     | Radès    | Tunisie - Sierra Leone | 2-1   | Éliminatoires de la Coupe du monde 2014 : zone Afrique, groupe B |
| 5 | 8 juin 2013      | Freetown | Sierra Leone - Tunisie | 2-2   | Éliminatoires de la Coupe du monde 2014 : zone Afrique, groupe B |

#### Bilan
Au 22 avril 2019 :
- Total de matchs disputés : 5
- Victoires de la Sierra Leone : 0
- Matchs nuls : 3
- Victoires de la Tunisie : 2
- Total de buts marqués par la Sierra Leone : 5
- Total de buts marqués par la Tunisie : 8

## Z

### Zambie

#### Confrontations
Confrontations entre la Sierra Leone et la Zambie :
|   | Date            | Lieu         | Match                 | Score | Compétition                              |
| - | --------------- | ------------ | --------------------- | ----- | ---------------------------------------- |
| 1 | 29 mars 1994    | Sousse       | Zambie - Sierra Leone | 0-0   | Coupe d'Afrique des nations 1994 (gr. C) |
| 2 | 24 janvier 1996 | Bloemfontein | Sierra Leone - Zambie | 0-4   | Coupe d'Afrique des nations 1996 (gr. B) |

#### Bilan
Au 22 avril 2019 :
- Total de matchs disputés : 2
- Victoires de la Sierra Leone : 0
- Matchs nuls : 1
- Victoires de la Zambie : 1
- Total de buts marqués par la Sierra Leone : 0
- Total de buts marqués par la Zambie : 4